# Impresora de sublimación

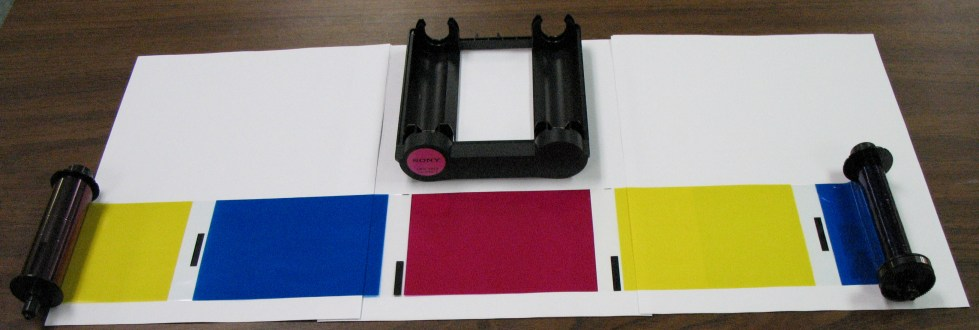
Paneles de sublimación de tinta RGB.

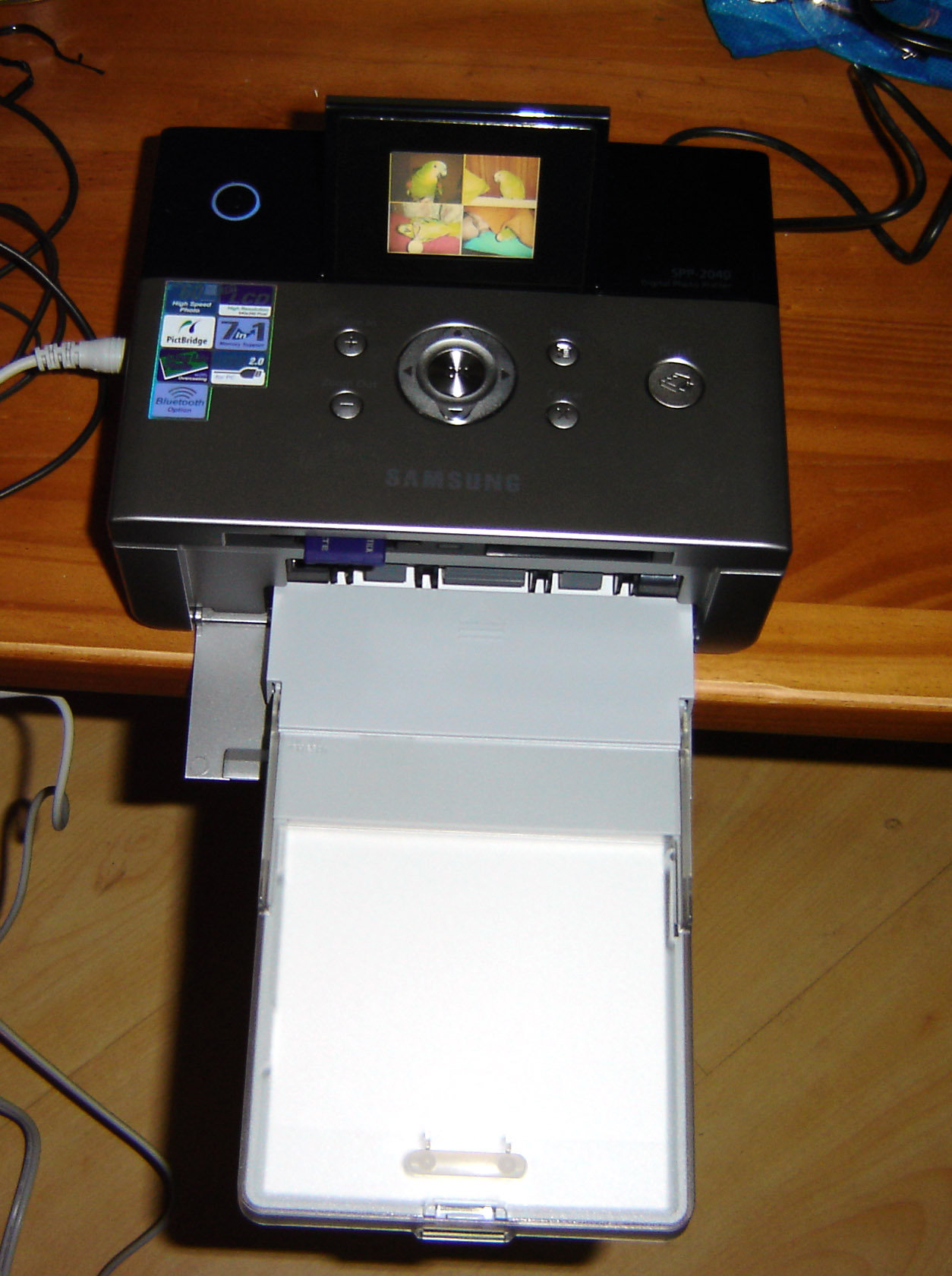
Impresora de sublimación de tinta: Samsung SPP-2040.

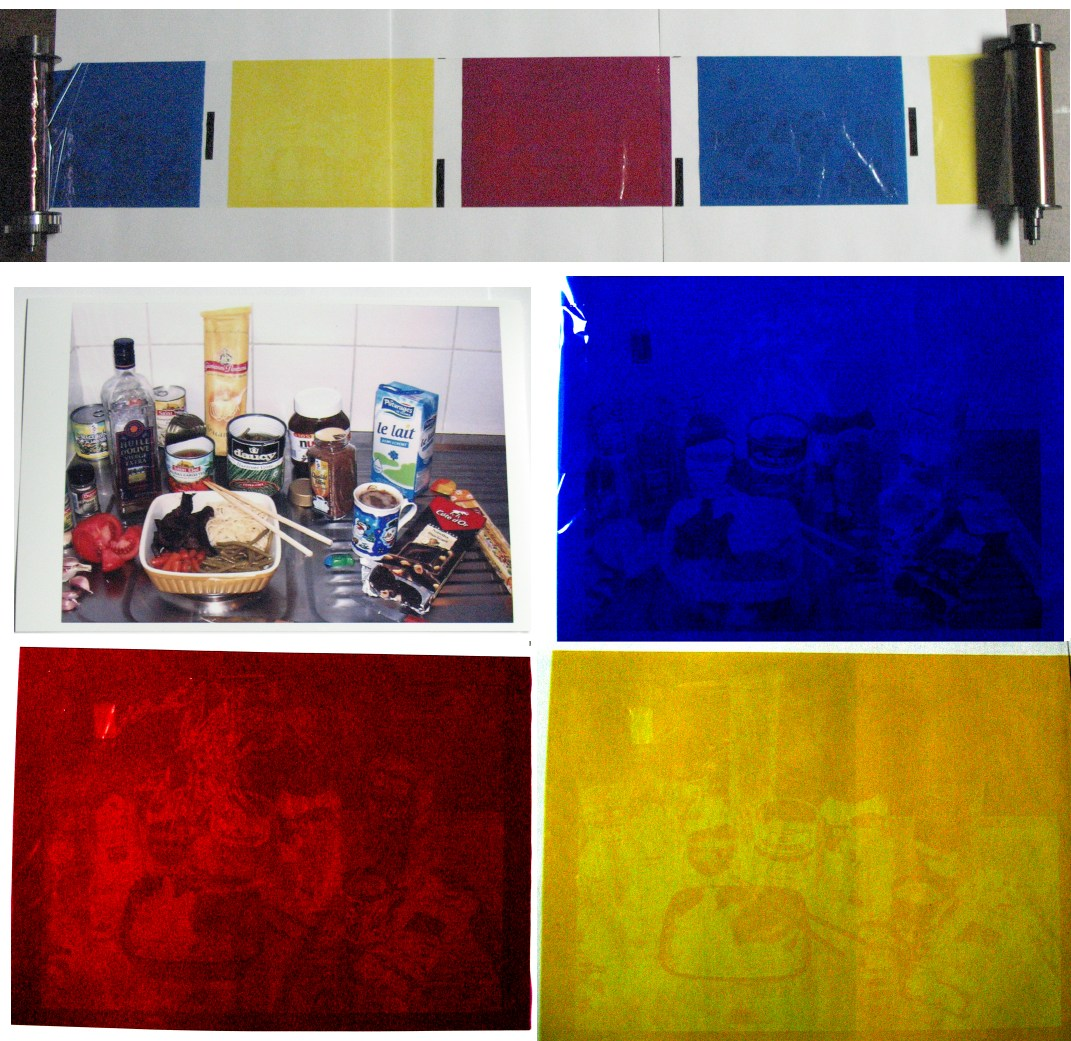
Inseguridad de la impresión por sublimación.

La impresora de sublimación es aquella que utiliza calor para transferir la tinta al medio a partir de una cinta con tinta de cuatro (4) colores CMYK («Cyan, Magenta, Yellow, Key», "Cian, Magenta, Amarillo, Negro").
Están pensadas para aplicaciones de color de alta calidad, como la fotografía profesional, y no son recomendables para textos.
A pesar de haber empezado en el ámbito del revelado profesional están empezando a dirigirse modelos hacia el ámbito doméstico.

## Proceso de impresión
Las impresoras de sublimación utilizan una cinta que contiene los cuatro colores CMYK repartidos a lo largo de la cinta por franjas.
Se imprimen los colores de uno en uno en la zona deseada mediante la aplicación de calor.

## Prestaciones
El resultado de una impresión por sublimación es de una calidad muy alta. Esto es a costa de incrementar los costes por copia, ya que el uso de tinta hace subir el precio, y de reducir algo la velocidad de impresión en comparación con la impresora láser o la impresora de inyección de tinta.
Realmente aunque la filosofía de impresión es similar a la de los procesos de cuatricromía (CMYK) generalmente este tipo de impresoras sustituyen el color K por un barniz protector que atenúa los colores de la fotografía.
Como resultado este tipo de impresiones producen imágenes de "alta calidad" ya que no utilizan ningún tipo de trama. El inconveniente generalizado de este tipo de dispositivos es la ligera pérdida de enfoque en el resultado final.
También los modelos más básicos tienden a subir el contraste y a producir ciertos dominantes fríos.